# أليكس غورسكي
أليكس غورسكي هو مسير أعمال وتاجر ورائد أعمال أمريكي، ولد في 20 مارس 1960 في كانساس سيتي في الولايات المتحدة. الرئيس التنفيذي لشركة جونسون آند جونسون منذ 26 أبريل 2012.